# Golfo di Valinco
Il golfo di Valinco o di Propriano (in corso golfu di Valincu) è un golfo del Mediterraneo situato lungo la costa sudoccidentale della Corsica. Ospita il porto di Propriano.

## Descrizione
Il golfo di Valinco precede, procedendo verso nord lungo la costa occidentale della Corsica, il golfo di Ajaccio, dal quale è separato dalla penisola di Capu di Muru; a sud, invece, tange le acque della baia di Campomoro. Sono tre i maggiori corsi d'acqua a gettarsi nel golfo: il Taravo, terzo fiume di Corsica per lunghezza, il Rizzanese e il Baraci.

## Origine del nome
Valinco proviene dalla corso Vaddincu, termine che designa la riva sinistra della bassa valle del Taravo (vaddi in lingua corsa significa valle), vale a dire pressoché il territorio dei comuni di Casalabriva, Sollacaro e Olmeto.
Il golfo è chiamato golfu di Valincu o golfu di Prupià in corso.
| Controllo di autorità | VIAF (EN) 241240715 |